# Свети Архангел Михаил (Пустец)
Вижте пояснителната страница за други значения на Свети Архангел Михаил.
„Свети Архангел Михаил“ е православна скална църква в Албания, на около 5 километра от село Пустец. Църквата се намира на южния бряг на Преспанското езеро, в местността Тръстеник.
Църквата се състои от две части. Долната част е монашеското жилище, а горната е параклисът, чиято вътрешност е изписана. В олтарната част е изписана Света Богородица с Иисус, а под нея е композицията Поклонение на Агнеца. Свети Стефан е изписан в нишата на проскомидията, вдясно от него е образът на Симеон Стълпник, а под него има надпис, в който се споменава йеромонах Висарион. Теофан Попа датира живописта в XII век. Според други източници живописта е от края на XIV век, датирайки също тогава образа на Света Богородица с малкия Иисус, изрисувана в полукръглия люнет над входа на монашеското жилище.